# Казе Пуљијеро (Венеција)
Казе Пуљијеро (итал. Case Pugliero) је насеље у Италији у округу Венеција, региону Венето.
Према процени из 2011. у насељу је живело 80 становника. Насеље се налази на надморској висини од 6 м.